# Аукштайтія (стадіон)
Стадіон «Аукштайтія» (лит. Aukštaitijos stadionas) — багатофункціональний стадіон у місті Паневежис, Литва, домашня арена «Паневежис».
Стадіон відкритий 1965 року. У 2008 році був реконструйований та розширений. Нині місткість становить 4 000 глядачів. 
Стадіон був головною ареною міста Паневежис, на якій проводилися практично всі спортивні та культурні заходи, однак після побудови «Цидо Арени» «Аукштайтія» приймає лише футбольні матчі та легкоатлетичні змагання.